# Xã Olive, Quận Decatur, Kansas
Xã Olive (tiếng Anh: Olive Township) là một xã thuộc quận Decatur, tiểu bang Kansas, Hoa Kỳ. Năm 2010, dân số của xã này là 33 người.